# Il paese è reale (singolo)
Il paese è reale è un brano musicale del gruppo alternative rock italiano Afterhours, presentato al Festival di Sanremo 2009 e successivamente inserito nella raccolta Afterhours presentano: Il paese è reale (19 artisti per un paese migliore?) del 2009, all'interno dell'omonimo progetto Il paese è reale.
Il gruppo ha partecipato al festival su esplicita richiesta del presentatore Paolo Bonolis. In occasione della manifestazione il brano è stato escluso dalla gara alla prima fase di eliminazione, ma si è aggiudicato il Premio della Critica "Mia Martini". A proposito della partecipazione degli Afterhours a Sanremo, Manuel Agnelli, cantante del gruppo, ha dichiarato: 
(Manuel Agnelli)

## Il video
Il videoclip, diretto da Cosimo Alemà, vede il gruppo suonare in un gigantesco pollaio.

## Tracce
Download digitale
1. Il paese è reale – 3:48 (Agnelli, Ciccarelli, Dell'Era, D'Erasmo, Gabrielli, Prette)